# ライオンズアカデミー
ライオンズベースボールアカデミーとは、株式会社西武ライオンズが運営する野球スクール。

## 概要
小学1年生から中学3年生までの男女を対象に、野球の実力に関わらず参加できるようコンセプトの異なる複数のクラスを設置している。
アカデミーの講師（アカデミーコーチ）は、埼玉西武ライオンズのOBが務めている。
埼玉県内に6会場（所沢、朝霞、飯能、大宮、富士見、狭山）を設置している（2023年現在）。
2020年10月よりオンラインでレッスンが受けられるサービスをスタートした。

## アカデミーコーチ
2023年現在。
- 石井丈裕
- 星野智樹
- 吉見太一
- 宮田和希
- 髙橋朋己[1]
- 田代将太郎[2]
- 白崎浩之[2]
- 戸川大輔[2]
- 綱島龍生[2]

### 元コーチ
- 岡村隆則
- 平尾博司
- 高山久
- 阿部真宏
- 長田秀一郎
- 原拓也
- 金子一輝
- 水口大地
- 高木浩之[2]
- 鬼崎裕司[2]